# Xperia 1 II
Xperia 1 II（エクスペリア・ワン・マークツー）はソニーエレクトロニクスが開発した、第5世代移動通信システム (5G) 対応のAndroid搭載スマートフォンである。Xperia 10 II、Xperia PROとともに2020年（令和2年）2月24日にYouTubeチャンネルで発表された。ソニーエレクトロニクスは、バルセロナの携帯電話展示会「MWC2020」で発表する予定であったが、新型コロナウイルス感染予防のために中止された。
日本ではKDDI・沖縄セルラー電話連合（au）が2020年5月22日に、NTTドコモが2020年6月18日に発売した。2020年10月30日にはソニーがSIMフリー版を発売した。

## 概要
本機種はXperiaシリーズの2020年度初の機種である。2020年の新商品の1つとしてソニーモバイルコミュニケーションズが発表した。Xperiaとしては初の5G対応機種である。Snapdragon 865を搭載する。
日本国内で発売されたモデルはグローバル版をベースにしているが、ドコモおよびau版（キャリア版）とSIMフリー版では仕様が異なる。主要点を下記する。
|                                     | NTTドコモ版 （SO-51A）     | au版 （SOG01）    | 国内SIMフリー版 （XQ-AT42）        | XQ-AT51           | XQ-AT52                    |
| ----------------------------------- | -------------------------- | ----------------- | ---------------------------------- | ----------------- | -------------------------- |
| FeliCa                              | 搭載                       | 搭載              | 搭載                               | 無し              | 無し                       |
| 放送受信機能 （ワンセグ・フルセグ） | 搭載                       | 搭載              | 無し                               | 無し              | 無し                       |
| RAM                                 | 8GB                        | 8GB               | 12GB                               | 8GB               | 8GB                        |
| ROM                                 | 128GB                      | 128GB             | 256GB                              | 256GB             | 256GB                      |
| SIMスロット                         | シングル                   | シングル          | デュアル                           | シングル          | デュアル                   |
| カラーバリエーション                | ブラック ホワイト パープル | ブラック ホワイト | フロストブラック ホワイト パープル | ブラック パープル | ブラック ホワイト パープル |

SIMフリー版は、周波数帯が国内主要キャリアのほとんどに対応している。

## 歴史
- 2020年（令和2年）
  - 2月24日 - 同社YouTubeチャンネルで発表。
  - 3月18日 - NTTドコモがドコモ版 (SO-51A) 発表。
  - 3月23日 - KDDIおよび沖縄セルラー電話がau版 (SOG01) 発表。
  - 5月22日 - au版 (SOG01) 発売。
  - 6月18日 - ドコモ版 (SO-51A) 発売。
  - 8月18日 - ソニー、ソニーモバイルコミュニケーションズ、ソニーマーケティングが国内SIMフリー版 (XQ-AT42) を発表。
  - 10月30日 - 国内SIMフリー版 (XQ-AT42) 発売。